# كوبفربرغ
كوبفربرغ (بالألمانية: Kupferberg) هي بلدة ألمانية تقع في ألمانيا في بافاريا. يقدر عدد سكانها بـ 1,093 نسمة .